# Blainville-Crevon
Blainville-Crevon là một xã trong vùng hành chính Normandie, thuộc tỉnh Seine-Maritime, quận Rouen, tổng Buchy. Tọa độ địa lý của xã là 49° 30' vĩ độ bắc, 01° 18' kinh độ đông. Blainville-Crevon nằm trên độ cao trung bình là 94 mét trên mực nước biển, có điểm thấp nhất là 83 mét và điểm cao nhất là 166 mét. Xã có diện tích 14,8 km², dân số vào thời điểm 1999 là 1113 người; mật độ dân số là 75 người/km².

## Thông tin nhân khẩu
| 1962 | 1968 | 1975 | 1982 | 1990  | 1999  |
| ---- | ---- | ---- | ---- | ----- | ----- |
| 484  | 508  | 575  | 797  | 1.096 | 1.113 |

## Nhân vật nổi tiếng
- Marcel Duchamp